# قائمة أنواع الزاعجة
الزاعجة (بالإنجليزية: Aedes) هي جنس من البعوضيات. القائمة تالية تضم الأنواع المعروفة من الزاعجة والأمراض التي تنقلها.

## قائمة
- زاعجة أسترالية (زاعجة أسترالية)
- Aedes aboriginis - بعوضة الساحل الشمالي الغربي
  - تلدغ الإنسان
- Aedes abserratus - بعوضة مياه فيضان الغابة
  - تلدغ الإنسان وتنقل فيروس أخدود جيمستاون
- زاعجة مصرية زاعجة مصرية - بعوضة الجمى الصفراء
  - تلدغ الإنسان وتنقل شيكونغونيا وحمى الضنك والدودة القلبية (الخيطاء اللدودة) فيروس التهاب دماغ وادي موراي وفيروس نهر روس وفيروس غرب النيل والحمى الصفراء
- زاعجة أفريقية (زاعجة إفريقية)
- Aedes albolineatus
- Aedes alboniveus
- زاعجة منقطة بالأبيض (زاعجة منقطة بالأبيض) - بعوضة الببر الآسيوي
  - تلدغ الإنسان وتنقل فيروس وادي كاش وشيكونغونيا وحمى الضنك والتهاب دماغ الحصان الشرقي وفيروس غرب النيل والحمى الصفراء
- Aedes albolineatus
- Aedes alboscutellatus
- Aedes aloponotum
- Aedes amesii
- Aedes annulipes
- Aedes arboricola
- Aedes argenteoventralis
- Aedes atlanticus
  - تنقل فيروس كيستون وفيروس غرب النيل
- Aedes atropalpus أو تكتب Aedes atropalpos
  - تدلغ الإنسان وتنقل فيروس لا كروس والمتصورة الدجاجية (متصورة دجاجية) والتهاب دماغ القديس لويس وفيروس غرب النيل
- Aedes aurifer
  - تلدغ الإنسان
- Aedes aurimargo
- Aedes aurotaeniatus
- Aedes axitiosus
- Aedes barraudi
- Aedes bekkui
- Aedes bicristatus
  - تلدغ الإنسان
- Aedes bimaculatus
  - تلدغ الإنسان
- Aedes brelandi
  - تنقل حمى الضنك
- Aedes brevitibia
- Aedes burgeri
- Aedes cacozelus
- زاعجة حصانية (Aedes caballus)
- Aedes campestris
  - تلدغ الإنسان وتنقل فيروس التهاب دماغ كاليفورنيا والدودة القلبية (الخيطاء اللدودة) التهاب دماغ الحصان الغربي
- Aedes canadensis - بعوضة حوض الغابة
  - تلدغ الإنسان وتنقل فيروس التهاب دماغ كاليفورنيا والتهاب دماغ الحصان الشرقي والدودة القلبية (الخيطاء اللدودة) وفيروس أخدود جيمستاون وفيروس لا كورس. وفيروس غرب النيل
- Aedes cantans
- Aedes cantator - بعوضة المستنقعات المالحة البنية
  - تلدغ الإنسان وتنقل التهاب دماغ الحصان الشرقي وفيروس أخدود جيمستاون وفيروس غرب النيل
- Aedes caspius
- Aedes cataphylla - بعوضة مياه فيضان الغابة
  - تنقل الدودة القلبية (الخيطاء اللدودة) وفيروس أخدود جيمستاون
- Aedes cavaticus
- Aedes churchillensis
- زاعجة رمادية (Aedes cinereus)
  - تلدغ الإنسان وتنقل فيروس بونيامويرا وفيروس التهاب دماغ كاليفورنيا والتهاب دماغ الحصان الشرقي وفيروس أخدود جيمستاون وفيروس سندبيس وفيروس غرب النيل
- Aedes clivis
  - تلدغ الإنسان
- Aedes communis - بعوضة حوض ثلج الغابة
  - تلدغ الإنسان وتنقل فيروس التهاب دماغ كاليفورنيا وفيروس أخدود جيمستاون وفيروس سندبيس
- Aedes coulangesi
- Aedes cretinus
  - تلدغ الإنسان
- Aedes dasyorrhus
- Aedes decticus
- Aedes deserticola - بعوضة ثقب الشجرة الغربية
  - تلدغ الإنسان
- Aedes desmotes
- Aedes diantaeus
- Aedes domesticus
- Aedes dorsalis - بعوضة المستنقعات المالحة الصيفية
  - تلدغ الإنسان وتنقل فيروس التهاب دماغ كاليفورنيا وفيورس غرب النيل وفيروس التهاب دماغ الحصان الغربي
- Aedes dupreei
  - تنقل فيروس غرب النيل
- Aedes eldridgei
- Aedes epactius
  - تنقل التهاب دماغ القديس لويس
- Aedes esoensis
- Aedes euedes
- Aedes excrucians - بعوضة الغابة
  - تلدغ الإنسان وتنقل فيروس سندبيس والدودة القلبية (الخيطاء اللدودة)
- Aedes fitchii - بعوضة الغابة
  - تلدغ الإنسان وتنقل داء فيزون ألوتيان والدودة القلبية (الخيطاء اللدودة) وفيروس غرب النيل
- زاعجة مصفرة (Aedes flavescens)
  - تنقل الدودة القلبية (الخيطاء اللدودة) وفيروس التهاب دماغ الحصان الغربي
- Aedes fulvus
  - تلدغ الإنسان وتنقل فيروس التهاب دماغ الحصان الفنزويلي وفيروس غرب النيل
- Aedes furcifer
- Aedes futunae
- Aedes ganapathi
- Aedes geminus
- Aedes gombakensis
- Aedes grassei
- Aedes grossbecki
  - تلدغ الإنسان وتنقل فيروس غرب النيل
- Aedes harinasutai
- Aedes helenae
- Aedes hendersoni
- Aedes hesperonotius
  - تنقل heartworm، فيروس لا كورس والمتصورة الدجاجية (متصورة دجاجية)
- Aedes hexodontus - بعوضة فيضان الغابة
  - تلدغ الإنسان وتنقل فيروس أخدود جيمستاون وفيروس أرنب حذاء الثلج
- Aedes horotoi
- Aedes impiger
  - تلدغ الإنسان
- Aedes implicatus
  - Bites man, carries snowshoe hare virus
- Aedes imprimens
- Aedes increpitus - بعوضة الغابة
  - تلدغ الإنسان
- Aedes inermis
- Aedes infirmatus
  - تلدغ الإنسان وتنقل فيروس التهاب دماغ كاليفورنيا، فيروس كيستون وفيروس تريفيتاتوس وفيروس غرب النيل والهاب دماغ الحصان الغربي
- زاعجة إنغرامية (Aedes ingrami)
- Aedes intrudens
  - تلدغ الإنسان وتنقل فيروس أخدود جيمستاون
- زاعجة يابانية (Aedes japonicus) [1]
- Aedes koreicus
- Aedes kochi
- Aedes kompi
- زاعجة بيضاء البطن (Aedes leucocelaenus)
- Aedes lineatopennis
- Aedes madagascarensis
- Aedes marshallii
- Aedes masculinus
- Aedes mediolineatus
- Aedes mefouensis
- Aedes melanimon
  - تلدغ الإنسان وتنقل فيروس التهاب دماغ كاليفورنيا وفيروس غرب النيل والتهاب دماغ الحصان الغربي
- Aedes mercurator
- Aedes meronephada
- Aedes michaelikati
- Aedes mitchellae
  - تنقل التهاب دماغ الحصان الغربي وفيروس تنساو
- Aedes mohani
- Aedes monticola - بعوضة ثقب الشجرة الغربية
- Aedes muelleri
- Aedes nevadensis
- Aedes ngong
- Aedes nigripes
  - تلدغ الإنسان
- Aedes nigromaculis - بعوضة عشب الفيضان
  - تلدغ الإنسان وتنقل فيروس التهاب دماغ كاليفورنيا والتهاب دماغ القديس لويس وفيروس غرب النيل والتهاب دماغ الحصان الغربي
- Aedes niphadopsis
- Aedes niveus
- Aedes nummatus
- Aedes ostentatio
- Aedes palpalis
- Aedes pembaensis
- Aedes pexus
- Aedes pionops
- زاعجة بولينينزية (زاعجة بولينيزية)
  - تللدغ الإنسان وتنقل فخرية بنكروفتية (فخرية بنكروفتية) وحمى الضنك
- Aedes provocans
  - تنقل فيروس غرب النيل
- Aedes pseudoniveus
- Aedes pseudonummatus
- زاعجة كاذبة التريس (Aedes pseudoscutellaris)
- Aedes pulchritarsis
- Aedes pullatus
- Aedes pulverulentus
- Aedes punctodes
- Aedes punctor
- Aedes purpureipes
- Aedes purpureifemur
- Aedes rempeli
- Aedes riparius
- Aedes rusticus
- زاعجة كتفية (Aedes scapularis)
- Aedes schizopinax
- زاعجة ترسية
- بعوضة الأشجار الغربية  [لغات أخرى]‏
- زاعجة سمسونية (Aedes simpsoni)
- زاعجة متحرشة (بعوضة المستنقعات الملحية  [لغات أخرى]‏)
  - تحمل فيروس غرب النيل
- زاعجة سبنسرية (Aedes spencerii)
- Aedes spilotus
- بعوض بحيرة كاليفورنيا المالحة  [لغات أخرى]‏
  - تحمل فيروس غرب النيل
- بعوضة مياه الفيضان  [لغات أخرى]‏
  - تحمل فيروس غرب النيل
- Aedes stimulans
  - تحمل فيروس غرب النيل
- Aedes stricklandi
- Aedes sylvaticus
- زاعجة شريطية الخرطوم (Aedes taeniorhynchus)
  - تحمل فيروس غرب النيل
- Aedes taylori
- Aedes thelcter
- Aedes thibaulti
- Aedes thomsoni
- Aedes tiptoni
- زاعجة توغوية (Aedes togoi)
- Aedes tormentor
- Aedes tortilis
- Aedes triseriatus[2]
  - تحمل فيروس غرب النيل
- Aedes trivittatus
  - تحمل فيروس غرب النيل
- Aedes turneri
- زاعجة مختلفة اللوامس (Aedes varipalpus)
- Aedes ventrovittis
- بعوضة فيكسان  [لغات أخرى]‏
  - تحمل فيروس غرب النيل والدودة القلبية (الخيطاء اللدودة)
- Aedes vigilax عرفت بعد عام 2000 باسم Ochlerotatus vigilax[3]
  - تحمل فيروس غرب النيل
- Aedes vittatus
- Aedes washinoi
- Aedes wauensis
- Aedes zoosophus